# Santos Laguna
Club Santos Laguna S.A. de C.V. (eller bare Santos Laguna) er en mexicansk fodboldklub fra Torreón i Coahuila-staten. Klubben spiller i landets bedste liga, Liga MX, og har hjemmebane på stadionet Estadio Corona. Klubben blev grundlagt den 4. september 1983, og har siden da vundet fire mesterskaber.
Klubben går under kælenavnene Guerreros (krigerne) eller Verdiblancos (de grøn-hvide).

## Titler
- Liga MX (4): Invierno 1996, Verano 2001, Clausura 2008, Clausura 2012

## Kendte spillere
| - Juan Pablo Rodríguez - Oswaldo Sánchez - Oribe Peralta - Jared Borgetti - Carlos Quintero - Christian Benítez - Mauro Camoranesi - Fernando Arce - Javier Manjarín |